# Ribes sachalinense
Espèce
Classification phylogénétique
Le Groseillier de Sakhaline (Ribes sachalinense) est une espèce d'arbustes de la famille des Grossulariacées, originaire de Sibérie orientale.
Nom Russe : Смородина сахалинская

## Position taxinomique
Le basionyme de cette espèce est maintenant un synonyme : Ribes affine var. sachalinense F.Schmidt (1874).

## Description
Le groseillier de Sakhaline un arbuste caduc, ne dépassant guère un mètre de haut.
Les feuilles sont tri ou pentalobées et irrégulièrement crénelées-dentelées, presque glabres.
Les fleurs sont en grappes plus ou moins dressées, de couleur rose-pruine.
Les fruits, pouvant atteindre 0,5 cm de diamètre, sont rouges à maturité et comestibles.
Cette espèce compte 16 chromosomes.

## Répartition
La provenance de cet arbuste est la Sibérie orientale, en particulier de l'île de Sakhaline, ce qui est à l'origine de l'épithète spécifique. Il est présent en Chine et au Japon.
Son habitat est forestier ou semi-forestier et ripisylve, en milieu relativement humide.

## Utilisation
Le fruit est parfaitement consommable, relativement acide et d'un goût agréable.
Cette espèce n'est cependant pas répandue en France tant en usage fruitier qu'ornemental.